# St Anthony Head
St Anthony Head är en udde i Storbritannien.   Den ligger i riksdelen England, i den södra delen av landet, 400 km väster om huvudstaden London.
Terrängen inåt land är platt. Havet är nära St Anthony Head söderut.  Närmaste större samhälle är Falmouth, 5,6 km väster om St Anthony Head. 